# Darband Esfejīr
Darband Esfejīr (persiska: Darband-e Esfenjīr, دربند اسفجیر) är en ort i Iran.   Den ligger i provinsen Nordkhorasan, i den nordöstra delen av landet, 600 km öster om huvudstaden Teheran. Darband Esfejīr ligger 1 325 meter över havet och antalet invånare är 214.
Terrängen runt Darband Esfejīr är varierad. Runt Darband Esfejīr är det ganska glesbefolkat, med 38 invånare per kvadratkilometer. Närmaste större samhälle är Fārūj, 15,5 km söder om Darband Esfejīr. Omgivningarna runt Darband Esfejīr är i huvudsak ett öppet busklandskap.